# Televisão via streaming
Televisão via streaming é a distribuição digital de conteúdo televisivo (ao vivo ou programa gravado) por meio da Internet. A TV via streaming difere-se de outros sistemas de televisão como o terrestre via antena,  a cabo, via satélite ou IPTV. A busca por este tipo de recurso online vem crescendo devido as vantagens que este formato apresenta, como a facilidade de acesso para assistir uma transmissão em qualquer lugar e em diferentes plataformas (smart TVs, smartphones, computadores ou tablets), bastando apenas uma conexão de internet estável.
Muitos canais de televisão convencionais estão criando seus próprios serviços de streaming para a exibição de sua programação através da internet. Plataformas provedoras de conteúdo audiovisual como Netflix, Hulu, Amazon Prime Video, HBO Max, Globoplay, Disney+, Paramount+ e Apple TV+ disponibilizam suas séries televisivas originais apenas via streaming.

## História
Desde o final da década de 1990, as tentativas de criar uma televisão pela Internet fracassaram, devido à considerável largura de banda requerida pelo sinal de vídeo; no entanto, o interesse neste tipo de comunicação pública ressurge com o grande sucesso do YouTube e a expansão do ADSL. O site de compartilhamento de vídeo YouTube foi lançado no início de 2005, permitindo aos usuários compartilhar programas de televisão postados ilegalmente. O cofundador do YouTube, Jawed Karim, disse que a inspiração para o YouTube veio primeiro do papel de Janet Jackson no incidente do Super Bowl de 2004, quando seu seio foi exposto durante sua apresentação, e mais tarde do tsunami de 2004 no Oceano Índico. Karim não conseguia encontrar facilmente videoclipes de nenhum dos eventos online, o que levou à ideia de um site de compartilhamento de vídeo.
O serviço iTunes da Apple também começou a oferecer programas e séries de televisão selecionados em 2005, disponíveis para download após pagamento direto. Alguns anos depois, as redes de televisão e outros serviços independentes começaram a criar sites onde programas podiam ser transmitidos online. O Amazon Video começou nos Estados Unidos como Amazon Unbox em 2006, mas não foi lançado mundialmente até 2016. A Netflix, um site originalmente criado para aluguel e vendas de DVD, começou a fornecer conteúdo streaming em 2007. Em 2008, o Hulu, de propriedade da NBC e Fox, foi lançado, seguido por tv.com em 2009, de propriedade da CBS. Os players de mídia digital também começaram a se tornar disponíveis ao público durante esse período. A primeira geração do Apple TV foi lançada em 2007.
Em 2013, o site de streaming de vídeo Netflix ganhou as primeiras indicações ao Primetime Emmy Awards de streaming de televisão original no 65º Primetime Emmy Awards. Três de suas séries na web, House of Cards, Arrested Development e Hemlock Grove, foram indicadas naquele ano. Em 2017, o YouTube lançou o YouTube TV, um serviço de streaming que permite aos usuários assistir a programas de televisão ao vivo de canais populares a cabo ou de rede, e gravar programas para transmitir em qualquer lugar, a qualquer hora.

## Lucros e custos
Com o advento das conexões de Internet de banda larga, vários provedores de streaming surgiram no mercado nos últimos anos. Os principais provedores são Netflix, Hulu e Amazon Prime Video. Alguns desses provedores, como o Hulu, anunciam e cobram uma taxa mensal. Outros, como Netflix e Amazon, cobram dos usuários uma taxa mensal e não têm comerciais. Netflix é o maior provedor; ela tem mais de 300 milhões de membros e seu número de membros está crescendo. O surgimento da TV na Internet resultou em empresas de cabo perdendo clientes para um novo tipo de cliente chamado "cortadores de cabos". Os cortadores de cabos são consumidores que estão cancelando suas assinaturas de TV a cabo ou via satélite e optando por transmitir programas de TV, filmes e outros conteúdos pela Internet.

## Tipos de serviços de streaming de vídeo
O mercado de streaming de vídeo se diversificou ao longo dos anos, resultando em diferentes modelos de negócio. Cada um deles atende a diferentes perfis de consumidores e estratégias de monetização.

### SVOD (Subscription Video on Demand)
O SVOD ("Subscription Video on Demand" ou "Vídeo sob demanda por assinatura") é o modelo no qual os usuários pagam uma taxa fixa periódica (geralmente mensal ou anual) para ter acesso ilimitado ao catálogo da plataforma. Exemplos populares incluem Netflix, Disney+ e Max.

### TVOD (Transactional Video on Demand)
O TVOD ("Transactional Video on Demand" ou "Vídeo sob demanda por transação") permite que os usuários comprem ou aluguem conteúdos individualmente, em vez de pagar uma assinatura recorrente. Esse modelo é adotado por serviços como Apple TV e Google Play Filmes.

### PVOD (Premium Video on Demand)
Uma variação do TVOD, o PVOD ("Premium Video on Demand") refere-se a conteúdos premium, geralmente filmes recém-lançados nos cinemas, disponíveis para compra ou aluguel por um valor mais alto. Esse modelo tem sido adotado por estúdios que disponibilizam lançamentos diretamente ao consumidor.

### AVOD (Ad-Supported Video on Demand)
O AVOD ("Ad-Supported Video on Demand" ou "Vídeo sob demanda com suporte por anúncios") oferece acesso gratuito ao conteúdo, financiado por publicidade. Serviços como Pluto TV e YouTube utilizam esse modelo, permitindo que os espectadores assistam a vídeos sem custo, mas com inserções comerciais.

### FAST (Free Ad-Supported Streaming Television)
O FAST ("Free Ad-Supported Streaming Television") é uma evolução do AVOD, apresentando programação linear, semelhante à TV tradicional, mas transmitida pela internet. Em vez de um catálogo sob demanda, os usuários acessam canais temáticos que reproduzem conteúdos continuamente, intercalados por anúncios. Exemplos desse modelo incluem Pluto TV, Samsung TV Plus e +SBT.

### PAST (Premium Ad-Supported Streaming Television)
O PAST ("Premium Ad-Supported Streaming Television") combina elementos do FAST e do SVOD, permitindo a exibição de canais lineares dentro de serviços de assinatura. Plataformas como Globoplay e Amazon Prime Video oferecem canais ao vivo dentro de seus pacotes pagos, adicionando anúncios como uma fonte de monetização adicional.
A distinção entre esses modelos tem se tornado cada vez mais tênue, com plataformas adotando abordagens híbridas para atender a diferentes públicos e necessidades comerciais.

## Provedores de conteúdo
Com a massificação da banda larga, muitos provedores de conteúdo chegaram ao mercado nos últimos anos, competindo com as provedoras de TV por assinatura. Alguns dos exemplos mais populares incluem:
| Serviço            | Tipo de Conteúdo                                                               | Transmissões ao vivo | Upload | Gratuito                        |
| ------------------ | ------------------------------------------------------------------------------ | -------------------- | ------ | ------------------------------- |
| Amazon Prime Video | Filmes, séries e programas de TV                                               | Não                  | Não    | Não                             |
| Apple TV+          | Filmes, séries e programas de TV                                               | Não                  | Não    | Não                             |
| Crunchyroll        | Animes, mangás, doramas e mídias asiáticas                                     | Sim                  | Não    | Sim                             |
| DirecTV Go         | Filmes, séries, programas de TV e programação linear (ao vivo)                 | Sim                  | Não    | Não                             |
| Disney+            | Filmes, séries e programas de TV                                               | Não                  | Não    | Não                             |
| Star+              | Filmes, séries, programas de TV, esportes e programação linear (ao vivo)       | Sim                  | Não    | Não                             |
| Globoplay          | Filmes, séries, programas de TV, esportes e programação linear (ao vivo)       | Sim                  | Não    | Não, mas há conteúdos gratuitos |
| Globosat Play      | Filmes, séries, programas de TV, esportes e programação linear (ao vivo)       | Sim                  | Não    | Requer assinatura de TV         |
| HBO Max            | Filmes, séries e programas de TV                                               | Não                  | Não    | Não                             |
| Hulu               | Filmes, séries, programas de TV e programação linear (ao vivo)                 | Sim                  | Não    | Não                             |
| Looke              | Filmes, séries e programas de TV                                               | Não                  | Não    | Não                             |
| Netflix            | Filmes, séries e programas de TV                                               | Não                  | Não    | Não                             |
| Oldflix            | Filmes e séries antigas                                                        | Não                  | Não    | Não                             |
| Pluto TV           | Filmes, séries, programas de TV e programação linear                           | Sim                  | Não    | Sim                             |
| RecordPlus         | Filmes, séries, programas de TV, esportes e programação linear (ao vivo)       | Sim                  | Não    | Não                             |
| STARZPLAY          | Filmes, séries e programas de TV                                               | Não                  | Não    | Não                             |
| Twitch             | Programação linear e outros conteúdos compartilhados e produzidos por usuários | Sim                  | Sim    | Sim                             |
| WatchESPN          | Esportes e programação linear (ao vivo)                                        | Sim                  | Não    | Não                             |
| YouTube            | Filmes, séries e outros conteúdos compartilhados e produzidos por usuários     | Sim                  | Sim    | Sim                             |